# فرقان‌الحق
الفرقان‌الحق (به انگلیسی: The True Furqan) کتابی است که برای مقابله و رد تحدی قرآن به زبان عربی نوشته شده‌است. این کتاب دارای عقاید مسیحی سنتی می‌باشد.
الفرقان‌الحق دربردارنده ۷۷ سوره به‌علاوه مقدمه و موخره است که در ۳۶۶ صفحه‌ و به زبان‌های انگلیسی و عربی نوشته شده‌است. کتاب به نویسندگانی با اسامی مستعار الصفی الهام و المهدی منتسب شده‌است و مترجم متن آن به زبان انگلیسی، انیس شُروش بوده‌است.

## انگیزهٔ سازندگان
بنا بر نوشتهٔ خبرگزاری پاپتیست، المهدی (یکی از نویسندگان کتاب)، عضو اجرایی کمیته «پروژه امگا ۲۰۰۱» در آوریل ۱۹۹۹، کتاب الفرقان‌الحق را منتشر کرد با این گفته که: «مسلمانان، پیام حقیقی انجیل را در نیافته‌اند.» انیس شُروش این کتاب را «ابزاری برای رهایی مسلمانان» نامیده و معتقد است که محمد یک هرج‌ومرج‌طلب (آنارشیست) بوده‌است. بنابر گفته شروش، الفرقان‌الحق، اقدامی در پاسخ به تحدی قرآن است و پیامی مسیحی به جای اسلامی را در بر می‌گیرد.

## بازخورد
فتح‌الله نجارزادگان، حسن رضایی هفتادُر و محمدمهدی شاهمرادی در مقاله‌ای مدعی شدند که این کتاب در تلاش برای پاسخ به چالش تحدی قرآن از سبک‌شناسی ناقصی استفاده کرده‌است.
برخی مسلمانان معتقدند که الفرقان‌الحق توسط دولت‌های اسرائیلی یا آمریکایی با نقشه‌ای از قبل (تئوری توطئه) ساخته شده‌است. روزنامه مصری الاسبوک، در ۶ دسامبر ۲۰۰۴ مدعی شد که این کتاب با نقش مستقیم اسرائیل و دستور مستقیم رئیس‌جمهور وقت آمریکا، جورج بوش ساخته شده‌است. وزارت امور خارجه آمریکا به‌طور قوی این ادعا را رد کرد و گفت که دولت آمریکا هیچ‌گونه نقشی در کار خلق این کتاب نداشته‌است. بنابر گفته مترجم کتاب انیس شروش، هیچ نقش اسرائیلی در تهیه این کتاب وجود نداشته‌است.
واردات این کتاب به هند ممنوع شده‌است.

## آثار مشابه
افزون بر کتاب الفرقان‌الحق (با ترجمه انیس شُروش)، چند کتاب دیگر نیز به نام‌های حسن الایجاز (نصیرالدین الظافر)، قرآن شعبی، قرآن رابسو و قرآن جدید، در رد تحدی قرآن، نوشته شده‌است.
- ثمامة بن حبیب ملقب به مسیلمه بن حبیب، نخستین کسی بود که به فکر مبارزه با قرآن افتاد و آیاتی شبیه قرآن سرود.[۱۲][۱۳]
- ابن مقفع ادیب ایرانی قرن دوم هجری و مترجم کتاب کلیله و دمنه به عربی، و ابوالعلاء معری ادیب و شاعر قرن پنجم هجری نیز از جمله کسانی‌اند که ادعای معارضه با قرآن داشته‌اند.[۱۴]